# Cebador de película

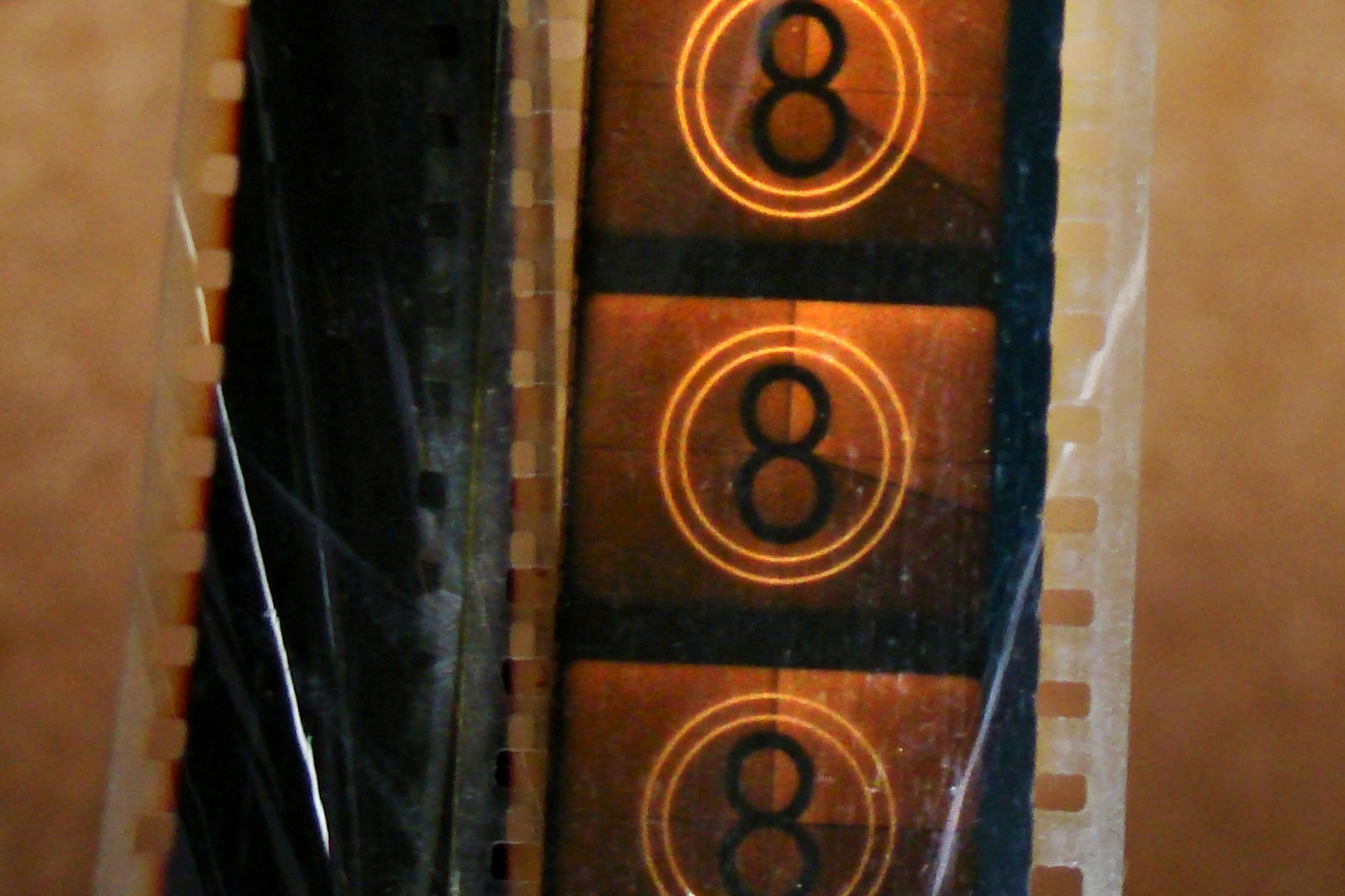
Cuenta atrás de un cebador de película de un rollo de película

Un cebador de película es un trozo de película adjunto a la cabeza o la cola de una película para ayudar a enhebrar un proyector o telecine.
El «cebador de película», usado genéricamente, se refiere a diferentes tipos fabricados para muchos usos editoriales y de laboratorio. Por ejemplo, algunos tipos se utilizan en el corte negativo al fabricar rollos A y B para impresión. La «cebador pintado» es una película perforada en colores generales, generalmente blanco, negro, rojo, azul o verde. Estos se utilizan para proteger los cebadores iniciales y finales para evitar que se dañe el cuerpo del material del programa. La «cebador de relleno» se utiliza para espaciar diferentes secciones de material de película de audio magnético para que se mantengan sincronizadas con la imagen. Por lo general, esto se hace a partir de impresiones rechazadas o retiradas de programas publicados anteriormente.
Un cebador de película universal es un cebador de película diseñada para aplicaciones de exhibición de películas cinematográficas y de televisión. Esto incluye la cuenta atrás e información técnica sobre la película, incluido el título, el estudio, el número de producción, la relación de aspecto, el nivel de sonido y la mezcla de audio, el número de carrete y el color.
Los cebadores de películas están marcadas con información visual y de audio que se puede utilizar para garantizar que se permita la cantidad de tiempo correcta para que la máquina alcance la velocidad y llegue al comienzo del programa o la película. Por lo general, cuentan con una cuenta atrás.

## Cebadores de cuenta antrás
Hay 2 versiones muy conocidas de cebadorrd de cuenta atrás:
Cebador de academiaIntroducida por primera vez el 1 de noviembre de 1930 por Academy of Motion Picture Arts and Sciences, tiene números marcados una vez cada pie (16 fotogramas por pie en película de 35 mm), contando atrás de 12 a 3. "NINE" y "SIX" se escriben en letra, para evitar confusión entre 6 y 9 cuando se ven patas arriba. Los números están impresos al revés en relación con el programa visual para estar al derecho cuando el proyeccionista está enhebrando un proyector. En el 3, se escucha un pitido rápido (pero este pitido está silenciado en las copias de estreno en cines de 35 mm para evitar que se reproduzca accidentalmente en el cine). El cebador de academia está especificado por SMPTE 301. El estándar también especifica la posición y ubicación de las marcas de referencia al final del rollo.
Cebador univerisal de SMPTEA mediados de la década 197, la Society of Motion Picture and Television Engineers (SMPTE) reemplazó el cebador de academia con un nuevo estilo, llamado el cebador univerisal de SMPTE, diseñado para ambas aplicaciones de proyección teatral y televisión (aunque no obtuvo una aceptación generalizada teatralmente). Presentaba una cuenta atrás continua de 8 a 2 (medido en segundos, en lugar de pies), con los números en el centro de un objetivo con dos círculos blancos y una animación giratoria de «brazo de reloj». Al principio, antes de la cuenta atrás, presenta "16 SOUND START" y luego "35 SOUND START" en un objetivo de círculo. Luego "PICTURE START" aparece y comienza la cuenta atrás. Los números aparecen boca arriba cuando se proyectan en una pantalla, mientras que los números de la cuenta atrás de la Academia estarían boca abajo. Durante la cuenta de cuatro, las letras "C C F F" aparecerían alrededor de la cuenta regresiva, lo que significa el uso de esos fotograma como «fotogramas de control». En 2, se escucharía un pitido rápido, a veces conocido como el "estallido del 2". El cebador universal está especificado por ANSI/SMPTE 55. El estándar también especifica la posición y ubicación de las marcas de referencia al final del rollo. Ya sea en 1992 o en 2000, el nombre del líder se cambió de «Cebador universal» a «Cebador de televisión».
La última longitud total de ambos estilos es la misma: en 35 mm, 16 pies y 4 fotogramas o 260 fotogramas. La sección de cuenta regresiva comienza con un solo fotograma que lleva las palabras "Picture Start". El pitido de sincronización (o estallido del 2) ocurre en sincronización con el último fotograma numerado ("3" en el cebador de academia, "2" en el cebador de televisión de SMPTE). La longitud de la sección de cuenta atrás, incluido el fotograma de "Picture start" hasta el segundo fotograma de pie "3" o "2", es de 9 pies y 1 fotograma (145 fotogramas) más 47 fotogramas de negro (para un total de 12 pies pares o 192 fotogramas).
En 2013, SMPTE introdujo el cebador de D-Cinema Digital; una versión de imagen de el cebador de la cuenta atrás para uso con películas de Digital Cinema Distribution Master (DCDM). DCDM es el penúltimo paso hacia la creación de Digital Cinema Package (DCP). A diferencia de los estándares de películas anteriores, no se prevén marcas de referencia de cambio porque los archivos de cine digital son continuos.

## Versiones anteriores
Cebador de sociedadIntroducido en 1951 por SMPTE, era una modificación del "Cebador de la academia" para funcionar mejor con las cadenas de películas que usaban la mayoría de las estaciones de televisión. Los números aún contaban una vez cada pie, de 11 a 3, pero en lugar de estar boca abajo en relación con las imágenes del programa principal, los números estaban boca arriba. Además, en lugar de que solo haya una película negra entre los números, el líder de la sociedad tenía un patrón de cruz para ayudar con el encuadre y el enfoque de la televisión. Este estilo de líder de cuenta regresiva no recibió una identificación estándar separada. Fue reemplazado completamente por el cebador universal de SMPTE.
- El cebador de academia fue revisado en abril de 1934. La revisión cambió las marcas de referencia de cambio antes en 6 fotogramas. Después de la Segunda Guerra Mundial, el formato de 1934 fue aceptado por American Standards Association, el precursor a ANSI, y dada la designación ASA Z22.55-1947, "Specification for 35-Millimeter Sound Motion Picture Release Prints in Standard 2000-Foot Lengths."[9] Este estándar estaba destinado a ser suplantado por el cebador universal de SMPTE, introducido en 1965 o 1966. Pero una vez que se dio cuenta de que los proyeccionistas de teatro no iban a aceptar el nuevo formato, se le dio un nuevo código al formato tradicional de la Academia: SMPTE 301.
- El cebador original universal de SMPTE tenía una densidad de gris medio para el fondo general y los 47 fotogramas entre el segundo fotograma y el primer fotograma de la imagen.[10] Las revisiones posteriores oscurecieron esto a negro para alentar la adopción del líder por parte de los proyeccionistas teatrales.